# Anselmo Colzani
Anselmo Colzani (28 de marzo de 1918 – 19 de marzo de 2006) fue un barítono italiano, cantante de ópera, con una carrera artística internacional que se desarrolló desde finales de los años 1940 hasta la década de 1980. Sobresalió particularmente con el repertorio italiano, estando sobre todo asociado a las obras de Giuseppe Verdi y Giacomo Puccini. Empezó su trayectoria en Italia en 1947, donde con rapidez se hizo una figura habitual de los mejores teatros de ópera del país, entre ellos el Teatro de La Scala. A mediados de los años 1950 empezó a actuar en teatros de Europa y los Estados Unidos, y en 1960 se sumó al elenco del Metropolitan Opera House, donde transcurrió la mayor parte de su vida hasta 1978.

## Biografía

### Primeros años
Nacido en Budrio, Italia, en el seno de una familia aficionada a la música, de niño sus padres alentaron que se dedicara a ella, algo que no hizo seriamente hasta años después. En 1936, a los dieciocho años de edad, ingresó en el Ejército Italiano, sirviendo durante la Segunda Guerra Mundial. No fue hasta finalizada la contienda que inició estudios con Corrado Zambelli en Bolonia.

### Carrera inicial
Colzani debutó en escena en 1947 en el Teatro Comunale de Bolonia encarnando al Herald en la obra de Richard Wagner Lohengrin, cantando junto a Renata Tebaldi, que actuaba por vez primera en ese teatro interpretando a Elsa. Pocos años más tarde él cantó en el mismo lugar el papel del título en Rigoletto, de Verdi, una actuación que realzó su imagen como cantante de ópera.
Su carrera realmente despegó con su debut en 1952 en el Teatro de La Scala, en Milán, siendo Alfio en la ópera de Pietro Mascagni Cavalleria rusticana. Además, hizo papeles como el de Sirex en Fedora (de Umberto Giordano), Escamillo en Carmen (de Georges Bizet), Marcello en La bohème (de Giacomo Puccini), y Telramund en Lohengrin, entre otros. También formó parte del estreno de la ópera de Darius Milhaud David en 1955, y fue Thoas en la obra de Christoph Willibald Gluck Ifigenia en Táuride, cantando junto a Maria Callas en 1957.
En su primera actuación en el Teatro de la Ópera de Roma en 1954 cantó el papel de Telramund, volviendo a dicho teatro en muchas ocasiones a lo largo de su carrera. En 1955 actuó por vez primera en el festival musical de las Termas de Caracalla, siendo Severo en la pieza de Gaetano Donizetti Poliuto. Además, también actuó de manera regular en teatros de Génova, Nápoles y Palermo, y en la Arena de Verona.
Fuera de Italia, cantó en diferentes lugares de Europa y los Estados Unidos. En 1955 hizo su primera actuación en el Teatro Nacional de San Carlos de Lisboa encarnando a Alfio. Al siguiente año debutó en Estados Unidos, en la Ópera de San Francisco, como el Conde de Luna en la ópera de Giuseppe Verdi Il trovatore. Esa temporada actuó varias veces más en dicho teatro, siendo Amonasro en Aida (Verdi), Gianciotto en Francesca da Rimini (Riccardo Zandonai), Sharpless en Madama Butterfly (Puccini), y Scarpia en Tosca (Puccini). En 1957 actuó por vez primera en la Ópera Estatal de Viena como Iago en la ópera de Verdi Otelo. Dos años después cantó en el estreno mundial de la pieza de Luciano Chailly La riva delle sirti, en la Ópera de Montecarlo, y debutó en la Ópera Lírica de Chicago. Su primera actuación con la Philadelphia Lyric Opera Company tuvo lugar en 1960 con el papel de Amonasro, con Leontyne Price como Aída. Volvió a ser Amonasro en 1966, en la inauguración del Jones Hall, en Houston, actuando con la Houston Grand Opera.

### Años en la Metropolitan Opera
En marzo de 1960, Colzani fue abordado por Rudolf Bing, director general de la Metropolitan Opera House de Nueva York, que le invitó a formar parte del elenco del Met como consecuencia de la vacante producida por la súbita muerte de Leonard Warren durante una representación de La fuerza del destino. Él aceptó el puesto, y el 7 de abril de 1960 debutó en el Met con el papel titular de Simón Boccanegra (Verdi), cantando junto a Renata Tebaldi (como Amelia), Richard Tucker (como Gabriele Adorno) y Jerome Hines (como Jacopo Fiesco), bajo la dirección de Dimitri Mitropoulos. Permaneció en el elenco del Met dieciséis temporadas más, interpretando papeles como Amonasro, Barnaba en La Gioconda (de Amilcare Ponchielli), Don Carlo en La fuerza del destino (Verdi), Enrico en Lucía de Lammermoor (de Donizetti), Gérard en Andrea Chénier (de Umberto Giordano), Iago, Jack Rance en La fanciulla del West (de Puccini), Scarpia, Tonio en Pagliacci (de Ruggero Leoncavallo), así como los titulares en Falstaff, Macbeth, Nabucco, y Rigoletto, entre otros. 
El papel más habitual de Colzani en el Met fue el de Scarpia, interpretándolo más de cuarenta veces. Su última actuación en dicho teatro, de un total de 272, tuvo lugar el 16 de febrero de 1978 como Michonnet en Adriana Lecouvreur, cantando con Montserrat Caballé, José Carreras y Mignon Dunn bajo la dirección de Jesús López Cobos.

### Últimos años
Tras dejar el Met en 1978, Colzani siguió actuando dos años más, interpretando una vez más a Scarpia en su última actuación operística en 1980. Retirado en Milán, Italia, Anselmo Colzani falleció en dicha ciudad en 2006 a causa de una larga enfermedad. Fue enterrado en el Cementerio de Budrio. Tenía dos hijas, Bianca y Miriam, fruto de su primer matrimonio, finalizado cuando su esposa falleció a temprana edad. Con su segunda esposa, Ada, permaneció unido durante más de cincuenta años.

## Grabaciones

### Discos de estudio
- Lucía de Lammermoor, de Donizetti – con Dolores Wilson, Gianni Poggi y Silvio Maionica - dir. Franco Capuana - Urania 1951
- La fuerza del destino, de Verdi - con Adriana Guerrini, Giuseppe Campora, Giuseppe Modesti y Miriam Pirazzini - dir. Armando La Rosa Parodi - Urania 1952
- La Gioconda, de Amilcare Ponchielli - con Anita Corridori, Giuseppe Campora, Miriam Pirazzini, Fernando Corena y Rina Cavallari - dir. Armando La Rosa Parodi - Urania 1952

### Discos en directo
- Ifigenia en Táuride, de Christoph Willibald Gluck - con Maria Callas, Dino Dondi, Francesco Albanese, y Fiorenza Cossotto - dir. Nino Sanzogno - La Scala 1957 EMI
- Agnes von Hohenstaufen, de Gaspare Spontini - con Lucilla Udovich, Franco Corelli, Francesco Albanese y Giangiacomo Guelfi - dir. Vittorio Gui - Florencia 1954 Cetra/Melodram/Myto
- Aida, de Verdi – con Antonietta Stella, Franco Corelli, Fedora Barbieri y Mario Petri - dir. Vittorio Gui - Nápoles 1955 Bongiovanni/IDIS
- Otelo, de Verdi - con Mario Del Monaco y Marcella Pobbe, dir. Vincenzo Bellezza - Nápoles 1957 Opera Lovers
- Falstaff, de Verdi - con Gabriella Tucci, Regina Resnik, Mario Sereni, Luigi Alva y Judith Raskin, dir. Leonard Bernstein - Met 1964 Opera Lovers
- Guerra y paz, de Serguéi Prokófiev – con Ettore Bastianini, Franco Corelli, Fedora Barbieri, Rosanna Carteri y Mirto Picchi - dir. Artur Rodzinski - Florencia 1953 Melodram
- La Gioconda, de Ponchielli – con Renata Tebaldi, Franco Corelli, Mignon Dunn y Joshua Hecht - dir. Anton Guadagno - Filadelfia 1966 On Stage/BCS
- La Gioconda, de Ponchielli – con Renata Tebaldi, Gianfranco Cecchele, Franca Mattiucci y Paolo Washington - dir. Lamberto Gardelli - Nápoles 1968 Hardy Classic
- La fanciulla del West, de Giacomo Puccini - con Dorothy Kirsten y Richard Tucker - dir. Fausto Cleva - Met 1962 Myto
- La fanciulla del West, de Giacomo Puccini – con Dorothy Kirsten y Franco Corelli - dir. Anton Guadagno - Filadelfia 1964 Melodram
- La fanciulla del West, de Giacomo Puccini - con Magda Olivero y Gastone Limarilli - dir. Fernando Previtali - Turín 1966 MRF
- Tosca, de Giacomo Puccini – con Renata Tebaldi y Franco Corelli - Livorno 1959 Walhall
- Tosca, de Giacomo Puccini - con Elinor Ross y Carlo Bergonzi - dir. Francesco Molinari-Pradelli - Met 1970 Opera Lovers
- Pagliacci, de Ruggero Leoncavallo – con Franco Corelli y Lucine Amara - dir. Nello Santi - Met 1964 Melodram/Myto
- Adriana Lecouvreur, de Francesco Cilea - con Renata Tebaldi, Franco Corelli y Biserka Cvejic - dir. Silvio Varviso - Met 1963 GOP/Living Stage
- Adriana Lecouvreur, de Francesco Cilea - con Renata Tebaldi, Plácido Domingo y Elena Cernei - dir. Fausto Cleva - Met 1968 SRO
- Andrea Chénier, de Umberto Giordano – con Franco Corelli y Zinka Milanov - dir. Fausto Cleva - Met 1962 Lyric Distribution/Opera Lovers
- Andrea Chenier, de Umberto Giordano- con Franco Corelli y Renata Tebaldi - dir. Lamberto Gardelli - Met 1966 Myto
- La cena delle beffe, de Umberto Giordano - con Gigliola Frazzoni, Antonio Annaloro y Mafalda Micheluzzi - dir. Oliviero De Fabritiis - RAI-Milán 1950 EJS/Myto
- Francesca da Rimini, de Riccardo Zandonai - con Leyla Gencer y Renato Cioni - dir. Franco Capuana - Trieste 1961 Cetra/Arkadia
- Fedra, de Ildebrando Pizzetti – con Mercedes Fortunati, Aldo Bertocci, Nicola Zaccaria y Silvio Majonica - dir. Nino Sanzogno - RAI-Milán 1954 Opera D'Oro
- Monte Ivnor, de Lodovico Rocca – con Leyla Gencer, Miriam Pirazzini y Nestore Catalani - dir. Armando La Rosa Parodi - RAI-Milán 1957 GOP

### Vídeo
- Carmen, de Georges Bizet – con Belén Amparan, Franco Corelli y Elda Ribetti - dir. Nino Sanzogno - Film TV 1956 - en italiano - Hardy Classics (DVD)
- La fanciulla del West, de Puccini – con Antonietta Stella y Gastone Limarilli - dir. Oliviero De Fabritiis – Directo, Tokio 1963 VAI (DVD)
- Aida, de Verdi - con Leyla Gencer, Carlo Bergonzi, Fiorenza Cossotto y Bonaldo Giaiotti - dir. Franco Capuana – directo, Arena di Verona 1966 - Hardy Classics (DVD)